# Powiat Shimokita
Powiat Shimokita (jap. 下北郡 Shimokita-gun) – powiat w Japonii, w prefekturze Aomori. W 2024 roku liczył 12 951 mieszkańców.

## Miejscowości
- Ōma
- Higashidōri
- Kazamaura
- Sai